# Parlamento di Chambéry
Il Parlamento di Chambéry o Parlamento di Savoia era un tribunale, istituito in seguito all'annessione del ducato di Savoia da parte del regno di Francia, fra il 1536 e il 1559, nella città di Chambéry.

## Storia
Durante l'occupazione del ducato di Savoia da parte delle truppe del re di Francia Francesco I, che ebbe luogo dal 1535 al 1559, l'occupante istituì a Chambéry, nel 1536, un parlamento.
L'occupazione della Savoia passò per una «restaurazione a immagine delle antiche istituzioni». Si tratta, secondo la storica Houllemare, di una «forma di integrazione amministrative dall'alto, che sottometteva a una giurisdizione francese esistente le giurisdizioni inferiori, ma senza chiamare in causa le forme istituzionali locali».
Il Parlamento di Savoia fu stabilito per le lettere patenti del 6 giugno 1536.
Il Parlamento fu soppresso nel 1559, quando la Savoia fu restituita al duca Emanuele Filiberto in seguito alla pace di Cateau-Cambrésis.

## Composizione e organizzazione
Le lettere patenti del giugno 1536 prevedevano un organico di due presidenti, dieci consiglieri, un procuratore generale, un avvocato generale e un numero indeterminato di sostituti.. Un undicesimo consigliere fu nominato nel 1554.
Il re Enrico II stabilì che i presidenti e i consiglieri del Parlamento di Savoia fossero sovrani come quelli degli altri Parlamenti di Francia e che potessero sedere in parlamento quando l'occasione si fosse presentata.

## Nomine
- 10 febbraio 1538 — 1552: Raymond Pellisson, dell'Alvernia, già professore di diritto.
  - circa 1537: Jean (de) Truchon, in seguito primo presidente del Parlamento del Delfinato (1554).
  - circa 1537: Julien Tabouet, procuratore generale.
- 1551 (ad interim): Claude Paschal, signore di Valentier, dottore in diritto, già consigliere di Grenoble.
- 1552 — † 1558: Claude Paschal (Pascal), signore di Valentier.
  - 5 febbraio 1555: Guillaume Desportes, presidente di Camera.
  - 1554: Mathieu Coignet, procuratore generale.
- ? — † 11 luglio 1558: Raymond Pellisson.

### Fondi archivistici
- (FR) André Perret, Fonds du Parlement de Chambéry, su francearchives.fr, Chambéry, Archives départementales de la Savoie,  cote 1B  (1540 - 1559).